# Cryptus sepultus
Cryptus sepultus là một loài tò vò trong họ Ichneumonidae.